# Schulbauernhof Pfitzingen

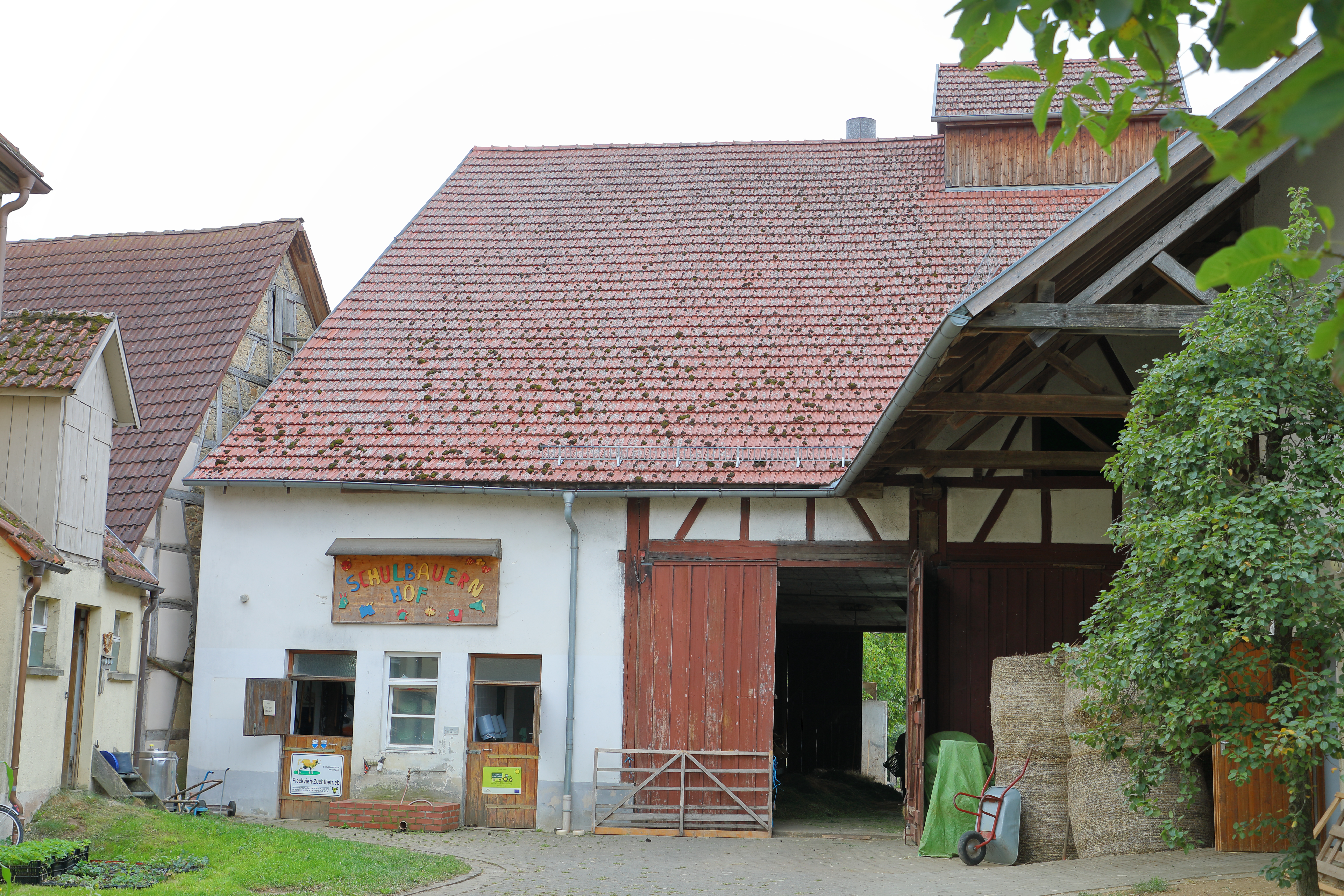
Stall und Scheune des Schulbauernhofs

Der Schulbauernhof Pfitzingen in Pfitzingen bei Niederstetten ist eine Bildungseinrichtung des Landes Baden-Württemberg und der bislang einzige staatliche Schulbauernhof.

## Lage

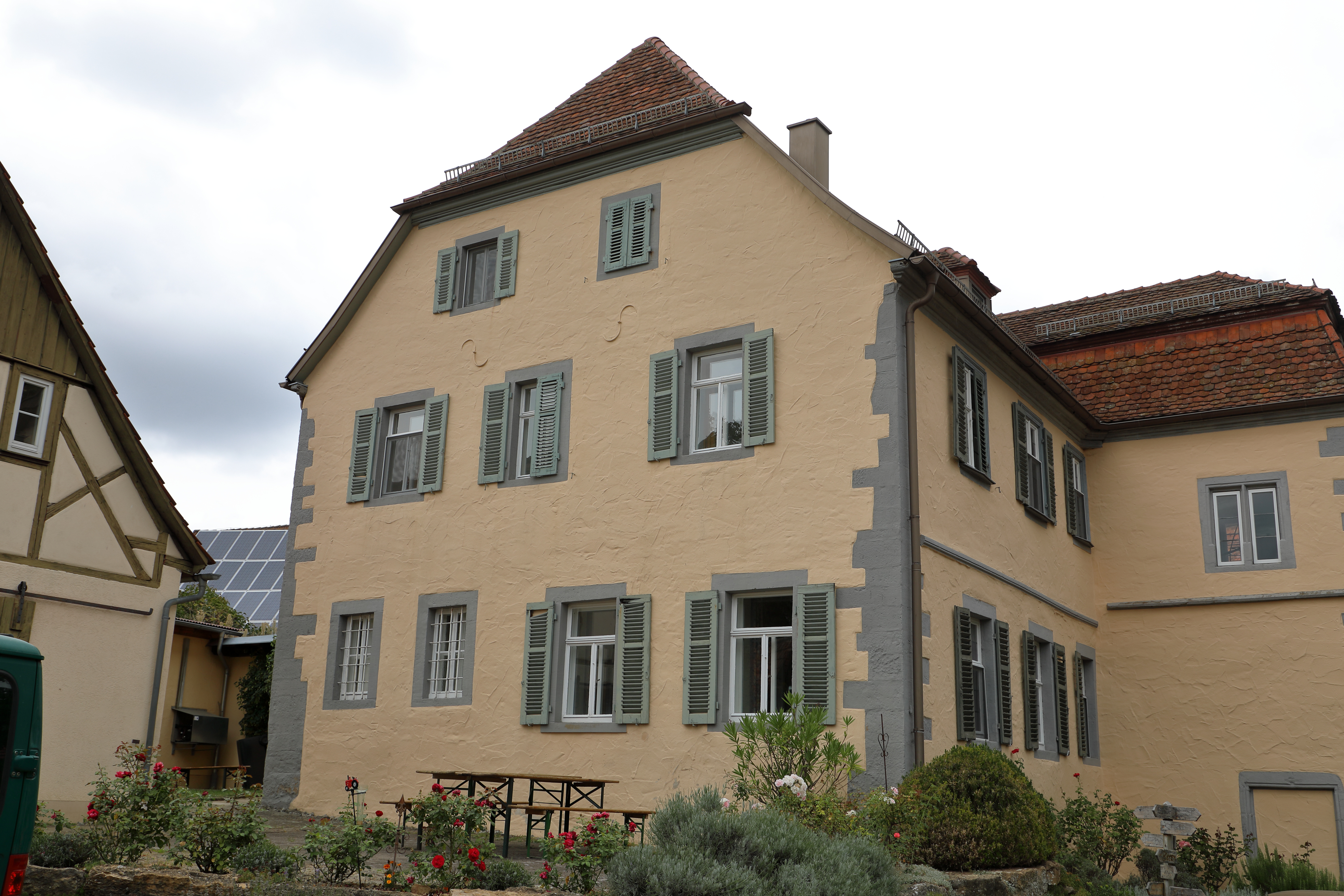
Das Schlossgebäude

Der Schulbauernhof Pfitzingen befindet sich im Schlösschen Pfitzingen im Niederstettener Teilort Pfitzingen, einem Ort im Nordosten Baden-Württembergs.

## Geschichte
Anfang der 1990er Jahre wurde das Schlösschen Pfitzingen vom Land Baden-Württemberg aufgekauft. Dort wurde in der Folge ein Schulbauernhof eingerichtet, der seit 1992 besteht.

## Besonderheiten

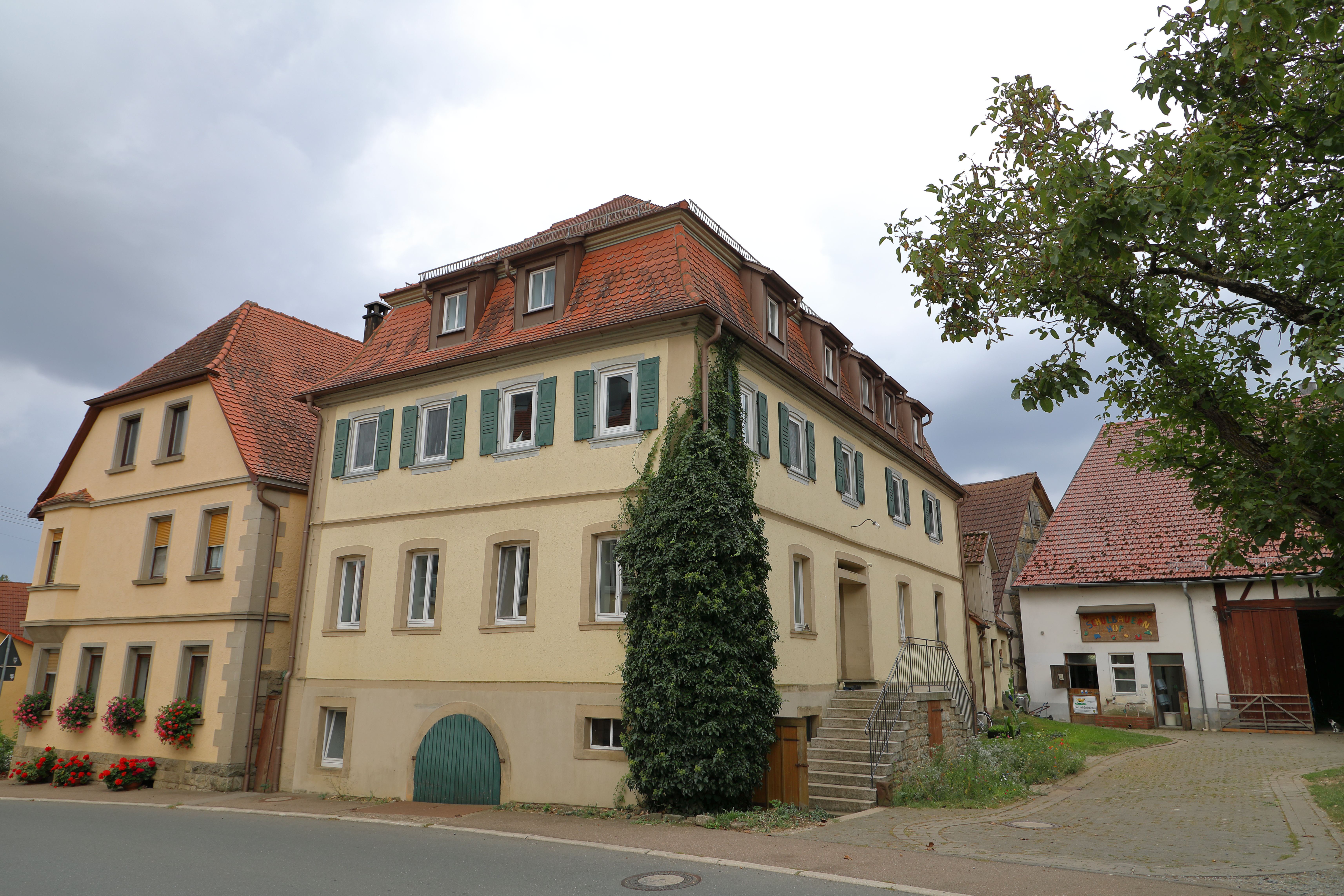
Verwaltungsgebäude des Schulbauernhofs

Im Rahmen eines Schullandheimaufenthalts wird Schülern aller Schularten ab der 4. Klasse beigebracht, wie Lebensmittel auf einem Bauernhof erzeugt werden. Sie arbeiten unter fachlicher Anleitung mit und versorgen sich während ihres Aufenthalts mit den von ihnen hergestellten landwirtschaftlichen Produkten selbst.

## Auszeichnungen
Der Schulbauernhof Pfitzingen wurde im November 2007 für die Jahre 2008/2009 als offizielles Projekt der UN-Weltdekade „Bildung für nachhaltige Entwicklung“ ausgezeichnet.

## Trägerschaft
Der Bauernhof wird von der Stadt Niederstetten auf der Grundlage einer vertraglichen Vereinbarung mit dem Kultusministerium Baden-Württemberg betrieben und ist dem Ministerium unmittelbar nachgeordnet.